# Red Green Blue
Red Green Blue es un álbum de Hanson dividido en tres proyectos en solitario, presentado con un single de cada componente, con Taylor Hanson compartiendo "Child at Heart" (11 de febrero de 2022), Isaac Hanson lanzando "Write You a Song" (11 de marzo de 2022) y Zac Hanson con "Don't Let Me Down" (15 de abril de 2022).
"Al entrar en nuestro trigésimo año como banda, sentimos que era imperativo que continuáramos contando nuestra historia como solo nosotros podemos hacerlo, y contándolas de maneras que continuarán desafiándonos a crecer y brindarle a la gente nuevas razones para escuchar", comentó Isaac. "'Red Green Blue' trata de compartir lo que nos ha convertido en una banda que ha sido capaz de capear tantas tormentas".

## Lista de canciones
| N.º   | Título                               | Letras                                   | Escritor(es)  | Duración |  |
| 1.    | «Child at heart»                     | Taylor Hanson                            | Taylor Hanson |          |  |
| 2.    | «Child at heart [demo]»              | Taylor Hanson                            | Taylor Hanson |          |  |
| 3.    | «Rambling heart»                     | Taylor Hanson                            | Taylor Hanson |          |  |
| 4.    | «Truth»                              | Taylor Hanson                            | Taylor Hanson |          |  |
| 5.    | «We belong together»                 | Taylor Hanson                            | Taylor Hanson |          |  |
| 6.    | «Semi hollow»                        | Taylor Hanson                            | Taylor Hanson |          |  |
| 7.    | «Greener pastures»                   | Mac Hanson                               | Isaac Hanson  |          |  |
| 8.    | «Write you a song»                   | Isaac Hanson, Paul McDonald, David Garza | Isaac Hanson  |          |  |
| 9.    | «No matter the reason»               | Isaac Hanson, Mac Hanson                 | Isaac Hanson  |          |  |
| 10.   | «The gift of tears»                  | Isaac Hanson, David Garza                | Isaac Hanson  |          |  |
| 11.   | «Cold as ice»                        | Isaac Hanson, David Garza                | Isaac Hanson  |          |  |
| 12.   | «Bad»                                | Zac Hanson                               | Zac Hanson    |          |  |
| 13.   | «World goes around»                  | Zac Hanson                               | Zac Hanson    |          |  |
| 14.   | «Wake up»                            | Zac Hanson                               | Zac Hanson    |          |  |
| 15.   | «Don't let me down - con Zach Myers» | Zac Hanson                               | Zac Hanson    |          |  |
| 16.   | «Where I belong»                     | Zac Hanson                               | Zac Hanson    |          |  |
| 63:16 |                                      |                                          |               |          |  |